# ژواو سالدانیا
ژواو سالدانیا (پرتغالی: João Saldanha; ۳ ژوئیهٔ ۱۹۱۷ – ۱۲ ژوئیهٔ ۱۹۹۰) بازیکن و مربی فوتبال اهل برزیل بود.
از باشگاه‌هایی که در آن بازی کرده‌است می‌توان به بوتافوگو اشاره کرد. وی از سال ۱۹۶۹ تا ۱۹۷۰ سرمربی تیم ملی فوتبال برزیل بوده است.